# Rhabditis spiculigera
Rhabditis spiculigera is een rondwormensoort uit de familie van de Rhabditidae. De wetenschappelijke naam van de soort is voor het eerst geldig gepubliceerd in 1936 door Steiner.